# Peter Martin Metzler

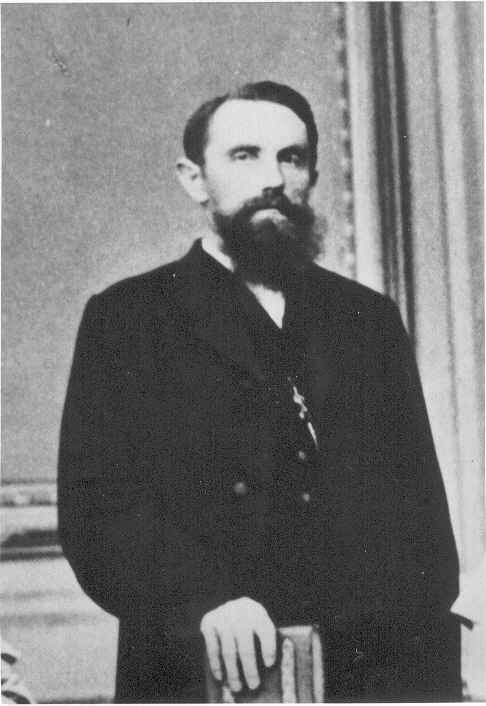
Metzler in jungen Jahren, Familienarchiv

Peter Martin Metzler (* 1. März 1824 in Judenbach; † 8. Dezember 1907 in Stuttgart) war ein deutscher Missionar.
Peter Martin Metzler wurde in Judenbach bei Sonneberg in Thüringen als sechstes Kind und zweiter Sohn seiner Eltern Georg Friedrich Metzler (1778–1840) und Elisabethe Jacobine Metzler, geb. Hammerschmidt (1790–1827), geboren. Seine Taufe war zehn Tage später, am 11. März 1824. Aus armen Verhältnissen stammend, erhielt er nur eine dürftige Schulbildung und arbeitete nach der Konfirmation als Viehhirte. Im Alter von sechzehn Jahren verließ er Judenbach, ging auf Wanderschaft und erlernte in diesen Jahren das Handwerk eines Schmiedes.
Er gelangte 1846 nach München, wo er die Missionsstunden des Dekans Christian Friedrich Böckh (1795–1875) besuchte. Hier erkrankte er lebensgefährlich. Nach seiner Genesung widmete er sein Leben der Mission. 1847 begegnete er Christian Friedrich Spittler (1782–1867), der einige Jahre zuvor die Pilgermission St. Chrischona bei Basel gegründet hatte, und konnte nun seinen Wunsch, Missionar zu werden, erfüllen. Am 15. Januar 1851 verließ Metzler mit zwei andern Missionaren mit Schiff den Hafen von Triest in Richtung Ostafrika, wo sie schließlich am 3. April 1851 im Mombasa ankamen. Dort erkrankte Metzler wiederum sehr schwer und wurde Ende 1851 zurück nach Deutschland geschickt. In St. Chrischona arbeitete er wiederum als Schmied und erledigte Schreibarbeiten.
Im August 1853 reisten Peter Martin Metzler und sein Bruder Christoph Schäfer von St. Chrischona nach Marseille und begaben sich von dort am 3. September auf die Reise nach Jerusalem. Im Auftrag der Mission zog Metzler 1854 nach Nazaret. Dort eröffnete er eine Schmiedewerkstatt und verdiente seinen Lebensunterhalt durch handwerkliche Arbeit.
Anfang des Jahres 1858 beschloss die Pilgermission, Metzler nach Jaffa zu senden, um dort die Zweigniederlassung eines Handelsgeschäfts zu leiten, in dem man europäische Waren zu festgesetzten Preisen kaufen konnte. Am 5. Oktober 1859 wurden Peter Martin Metzler und Dorothea Bauer (1831–1870) aus Heubach in Jerusalem in der Christus-Kirche am Zionsberg getraut.
Das Ehepaar Metzler begann bald, neben der Handelsstation in Jaffa wirtschaftliche Unternehmungen in Eigenverantwortung zu betreiben. So führte Dorothea Metzler in ihrem Haus eine kleine Herberge für durchreisende Pilger. Metzler richtete selbst 1865 eine Dampfmühle ein. Daneben betrieben die Eheleute Metzler Pläne zur Einrichtung christlich-sozialer Werke, etwa einer Mädchenschule und einer Krankenstation.
Für diese Projekte konnten sie einen ihrer Herbergsgäste, den russischen Adligen Platon Grigorjewitsch Ustinov (russisch Платон Григорьевич Устинов, 1840–1918; Großvater Peter Ustinovs), der von Mitte 1861 bis Anfang 1862 bei den Metzlers sein Lungenleiden kurierte, als Finanzier gewinnen. Ustinov überließ ihnen eine beträchtliche Summe Geldes, so dass die Eheleute Metzler sich ihren Traum, eine Missionsschule und eine Krankenstation in Jaffa zu errichten, erfüllen konnten.
Im Mai 1862 berichtete Metzler St. Chrischona, sie haben eine Krankenstation eröffnet, und die Pilgermission kündigte angesichts dieser erfreulichen Fortschritte an, zwei Diakonissen aus dem  Diakonissenhaus in Riehen als Krankenpflegerinnen zu entsenden. 1866 geriet Metzler in Streit mit dem protestantischen Bischof von Jerusalem, Samuel Gobat, da dieser die Mission in Jaffa Pfarrer Johannes Gruhler unterstellt hatte, der als anglikanischer Pfarrer in Ramle amtierte. Doch Metzler, der die Mission Jaffa aufgebaut hatte, war dort bis dahin selbst als Seelsorger tätig. Den meisten Gemeindemitgliedern missfiel der anglikanische Ritus und sie zogen es vor, an Metzlers Predigten teilzunehmen.
Metzler wurde in den 1860er Jahren nicht nur zum Begründer sozialer Einrichtungen in Jaffa, er wirkte darüber hinaus auch tatkräftig bei der Vorbereitung der modernen Kolonisation Palästinas mit, indem er eine Gruppe von 156 Kolonisatoren aus Maine unterstützte. Angeführt von George Jones Adams (1811–1880) und Abraham McKenzie kamen sie am 22. September 1866 in Jaffa an und errichteten in den Zitrusgärten vor Jaffa eine Kolonie.
Krankheit, Klima und die osmanische Behördenwillkür bewogen viele Kolonisten, nach Maine zu remigrieren. So kaufte Metzler fünf Kolonisten ihre Siedlerstellen ab, um ihnen die Mittel für die Rückwanderung zu verschaffen. Eines der so erworbenen Häuser verkaufte Metzler später weiter an die anglikanische Missionsgesellschaft London Society for Promoting Christianity Amongst the Jews.
Eine neue Gruppe christlicher Siedler, die Tempelgesellschaft unter der Leitung von Christoph Hoffmann und Georg David Hardegg, war inzwischen ebenfalls ins Heilige Land eingewandert.
Im April 1869 fuhr Metzler mit seiner ganzen Familie, Frau und vier Kindern, nach Ustinowka (Устиновка), heute in der Oblast Saratow, wo ein neues Kapitel seines Lebens begann. Bevor er Jaffa verließ, verkaufte Metzler, der Christoph Hoffmann noch gut aus ihrer gemeinsamen Zeit als Missionare St. Chrischonas kannte, am 5. März 1869 den größten Teil seiner Immobilien und Unternehmen in Jaffa an die neuen Kolonisten.
In Russland dann wurde Metzler zum Verwalter der gesamten Güter des Barons Plato d’Ustinov. Dort kam am 20. März 1870 Metzlers sechstes Kind, Paul Gerhardt, zur Welt; „einen Monat später, am 23. April 1870, starb Dorothea Metzler an den Folgen dieser Geburt. Bevor sie starb, ließ sie d’Ustinov an ihr Sterbebett kommen, um sich von ihm die Gewährung eines letzten Wunsches zu erbitten. Sie wollte, daß er ihre älteste Tochter Marie nach deren 16. Geburtstag heiraten sollte, ….“
1875 beschloss Baron Plato d’Ustinov, dass er aus der Russisch-Orthodoxen Kirche austreten wollte, um den protestantischen Glauben anzunehmen. D’Ustinov konnte seine Güter verkaufen. Die Familie beschloss, nach Württemberg zu ziehen. Dort residierte die aus Russland stammende württembergische Königin Olga. Von ihr erhielt d’Ustinov einen deutschen Adelstitel: So wurde er als Baron Plato von Ustinov Deutscher. Am 4. Oktober 1876 heiratete Ustinov in Korntal – wie versprochen – Metzlers Tochter Marie. Beide zogen 1878 nach Jaffa, doch die Ehe war unglücklich und wurde 1889 wieder geschieden.
Zwischen 1876 und 1881 wohnte Metzler mit seinen vier jüngeren Kindern in Stuttgart in der Langestraße 20, dann übersiedelten sie in die Hohenheimer Straße 74. Am 18. Juli 1898 übertrug Metzler sein letztes Grundstück in Jaffa der dortigen, 1889/90 gegründeten evangelischen Gemeinde, worauf dann die 1904 fertiggestellte Immanuelkirche errichtet wurde. Metzlers Freund und geschiedener Schwiegersohn Ustinov, der ja seit 1878 in Jaffa lebte, zahlte Metzler zum Ausgleich 10.000 Franken der Lateinischen Münzunion, was zwei Drittel des geschätzten Grundstückspreises ausmachte. Metzler starb am 8. Dezember 1907 in Stuttgart.

## Kinder
- Marie Hermine Thusnelda (* 6. August 1860)
- Hans (* 1862; † 1863)
- Tabitha Blondina (* 11. Juni 1864)
- Gotthold Nathan (* 18. April 1866)
- Peter Martin (* 24. April 1868)
- Paul Gerhardt (* 20. März 1870)